# Хилберт (Висконсин)
Хилберт (енгл. Hilbert) град је у америчкој савезној држави Висконсин.

## Демографија
По попису из 2010. године број становника је 1.132, што је 43 (3,9%) становника више него 2000. године.
| Група             | 2000.         | 2010.         |
| Белци             | 1.062 (97,5%) | 1.020 (90,1%) |
| Афроамериканци    | 0 (0,0%)      | 0 (0,0%)      |
| Азијати           | 8 (0,7%)      | 0 (0,0%)      |
| Хиспаноамериканци | 16 (1,5%)     | 89 (7,9%)     |
| Укупно            | 1.089         | 1.132         |